# Yan Xiang (Dinastia Han)
En aquest nom xinès, el cognom és Yan.
Yan Xiang va ser un ministre servint sota el senyor de la guerra Yuan Shu durant el període de la tardana Dinastia Han Oriental de la història xinesa. Va reprendre a Yuan Shu que estava tractant d'emprar el segell imperial per simular ser l'emperador, contant-li la rondalla del Rei Wen de Zhou, que va prestar servei a l'emperador, tot i que posseïa les 2/3 parts del país. Però Yuan Shu creia en una profecia que havia predit la seva ascensió al tron i va ignorar a Yan.